# El Topo (delincuente)
Jamilton Andrés Ulloa Suárez (Santo Domingo, Ecuador, 16 de agosto de 1972-Tumeremo, Venezuela, 6 de mayo de 2016) fue un delincuente y paramilitar ecuatoriano, más conocido por su alias El Topo, que de forma ilícita controló la explotación, comercialización y distribución de oro en el estado Bolívar en Venezuela. Fue además conocido por ser el autor intelectual de la masacre de veintiocho mineros en Tumeremo en marzo de 2016.

## Biografía
El Topo nació 16 de agosto de 1972 en la ciudad ecuatoriana de Santo Domingo, Ecuador como Jamilton Andrés Ulloa Suárez. Ingresó al territorio venezolano en el año 2002 por San Antonio del Táchira y se registró en 2004 como ciudadano extranjero en condición de residente, con un certificado de regularización falso. Antes de entrar a Venezuela, vivió en Colombia, y desde joven recibió instrucciones paramilitares. Trabajó como minero en Bolívar, y con el tiempo se convirtió en el segundo al mando de la explotación ilegal de oro en el mismo estado, y tras la muerte de su hermano en 2009, asumió el liderazgo de más de treinta campamentos mineros de material aurífero que se sitúan entre Bolívar y Guyana, además de la organización criminal.

## Masacre de Tumeremo
El 4 de marzo de 2016, habitantes de Tumeremo denunciaron la desaparición de veintiocho personas que laboraban en una mina de oro en dicha población, y se responsabilizó de esta masacre a El Topo. Pocos días después, fueron encontrados los cuerpos de los mineros en una fosa común, quienes en su mayoría tenían disparos en la cabeza. 21 de ellos fueron identificados tras practicarse los exámenes forenses, mientras que las otras siete víctimas no pudieron ser identificadas. A partir de ello, se convirtió en uno de los delincuentes más buscados en Venezuela.

## Muerte
En la tarde del viernes del 6 de mayo se conoció que funcionarios del Servicio Bolivariano de Inteligencia (SEBIN) ultimaron a El Topo en la mina El Limón, en el sector Nuevo Callao, estado Bolívar.